# Copelatus befasicus
Copelatus befasicus är en skalbaggsart som beskrevs av Guignot 1956. Copelatus befasicus ingår i släktet Copelatus och familjen dykare. Inga underarter finns listade i Catalogue of Life.